# Gheorghe Poșoiu
Gheorghe Poșoiu (1891 - ?) a fost un general român, care a îndeplinit funcții de comandă în cel de-al Doilea Război Mondial.
Generalul de divizie Gheorghe Poșoiu a fost trecut în cadrul disponibil la 9 august 1946, în baza legii nr. 433 din 1946, și apoi, din oficiu, în poziția de rezervă la 9 august 1947. La Câmpulung, o stradă poartă numele General Gheorghe Poșoiu.

## Distincții
- Ordinul „23 August” clasa a III-a (10 august 1964) „pentru merite deosebite în opera de construire a socialismului, cu prilejul celei de a XX-a aniversări a eliberării patriei”[4]